# Darul Aman (Jeunieb)
Darul Aman is een bestuurslaag in het regentschap Bireuen van de provincie Atjeh, Indonesië. Darul Aman telt 294 inwoners (volkstelling 2010).